# Юго-Западная (станция метро, Санкт-Петербург)

Схема станции метро Юго-Западная на карте:
1 — Основной наземный вестибюль;
2 — Подземный вестибюль с подуличным переходом;
3 — наклонные ходы с эскалаторами;
4 — платформа.

«Ю́го-За́падная» — строящаяся станция Петербургского метрополитена на Красносельско-Калининской (шестой) линии Будет расположена за станцией «Путиловская» и на момент открытия станет конечной станцией первой очереди строительства линии. Наземный вестибюль станции будет размещён на первом этаже административного здания метрополитена на углу проспекта Маршала Жукова и улицы Маршала Казакова (на территории бывшей стоянки супермаркета О’Кей). В перспективе предусмотрено строительство с противоположной стороны платформы второго выхода со станции в виде подземного вестибюля, совмещённого с  переходом под улицей Маршала Казакова.

## Название
3 апреля 2013 года станции присвоено наименование «Юго-Западная».
Наименование станции связано с расположением её вестибюля в историческом районе Юго-Запад.
В 2020 году Топонимическая комиссия Санкт-Петербурга не поддержала предложение о переименовании станции в «Маршальскую».
В сентябре 2021 года губернатор Беглов пообещал ввести станцию в строй под названием «Казаковская» в 2024 году.

## Подземные сооружения
«Юго-Западная» — пилонная трёхсводчатая станция глубокого заложения. Боковые тоннели запроектированы в обделке диаметром 8,5 метров; средний тоннель — в обделке диаметром 9,8 метра. Между средним и боковыми тоннелями будет расположено по шесть проходов шириной 3 метра. Длина посадочных платформ рассчитана на приём составов восьмивагонного формирования.
Конструкцией станции предусмотрена возможность размещения двух выходов с примыканием эскалаторных тоннелей к среднему залу по оси станции и к двум мостикам над первым путём.

Первоначальный проект станции, 2011 (Ленметрогипротранс)

На станции предусмотрен эвакуационный выход через вентиляционную шахту.

## Путевое развитие
За станцией будут располагаться четыре тупика: два отстойных (5, 6 пути) и два отстойно-оборотных (3, 4 пути), оканчивающихся демонтажными камерами для приёма ТПМК. В перспективе от депо «Красносельское» до демонтажных камер будут построены две однопутные ССВ.

## Переносы сроков открытия
Изначально станцию планировалось открыть в 2022 году, однако в 2020 году сроки были перенесены на сентябрь 2023 года. 8 февраля 2021 года стало известно, что станцию планируют открыть не раньше 15 декабря 2024 года, вместе с соседней «Путиловской» и станцией «Горный институт» на 4-й линии. Позже власти Санкт-Петербурга сообщили о планах открыть «Горный институт» раньше —  1 сентября 2024 года, на что «Метрострой Северной Столицы» не отреагировал, хотя принадлежит правительству Санкт-Петербурга и группе ВТБ. Сроки же открытия «Юго-Западной» 31 мая 2024 года были перенесены на 30 апреля 2025 года в связи с несостоявшейся закупкой «Метростроем Северной Столицы» платформенных раздвижных дверей. Впоследствии сроки завершения строительства Красносельско-Калининской линии сдвинулись на декабрь 2025 года, после чего Смольный объявил об открытии до конца 2025 года.

## Особенности проекта станции
Станция планируется с расчётом на 8-вагонную составность поездов и наличие на ней платформенных раздвижных дверей с одной островной платформой. Имеющая также две такие станции Невско-Василеостровская линия — «Зенит» и «Беговую» и, в будущем, «Богатырскую», — рассчитана на 6 вагонов с береговыми платформами.

## Строительство

### История строительства
Строительство станции планировалось на протяжении нескольких десятилетий, однако сроки начала её строительства и ввода в эксплуатацию неоднократно переносились.
Строительная площадка шахты, через которую будет вестись строительство станции, была заложена в ноябре-декабре 2013 года, но по причине смещения приоритетов метро-строительства на Невско-Василеостровскую линию в связи с проведением чемпионата мира по футболу 2018 года, на протяжении двух с половиной лет никаких строительных работ на ней не осуществлялось.
В сентябре 2015 года работы по строительству станции были обозначены как первый этап первого пускового комплекса Красносельско-Калининской линии.
ОАО «Метрострой» получен контракт на сооружение 2 станций — на станции «Путиловская» работает ЗАО «Семнадцатое управление метрострой», на «Казаковской» работы выполняет ЗАО «Тоннельный отряд-3».

### Хронология проведения работ
2013—2014 год
- Обустройство строительной площадки, перекладка инженерных сетей.

2015 год:
- Январь. К электрическим сетям подключили шахту «Юго-Западной»[22].

2016 год:

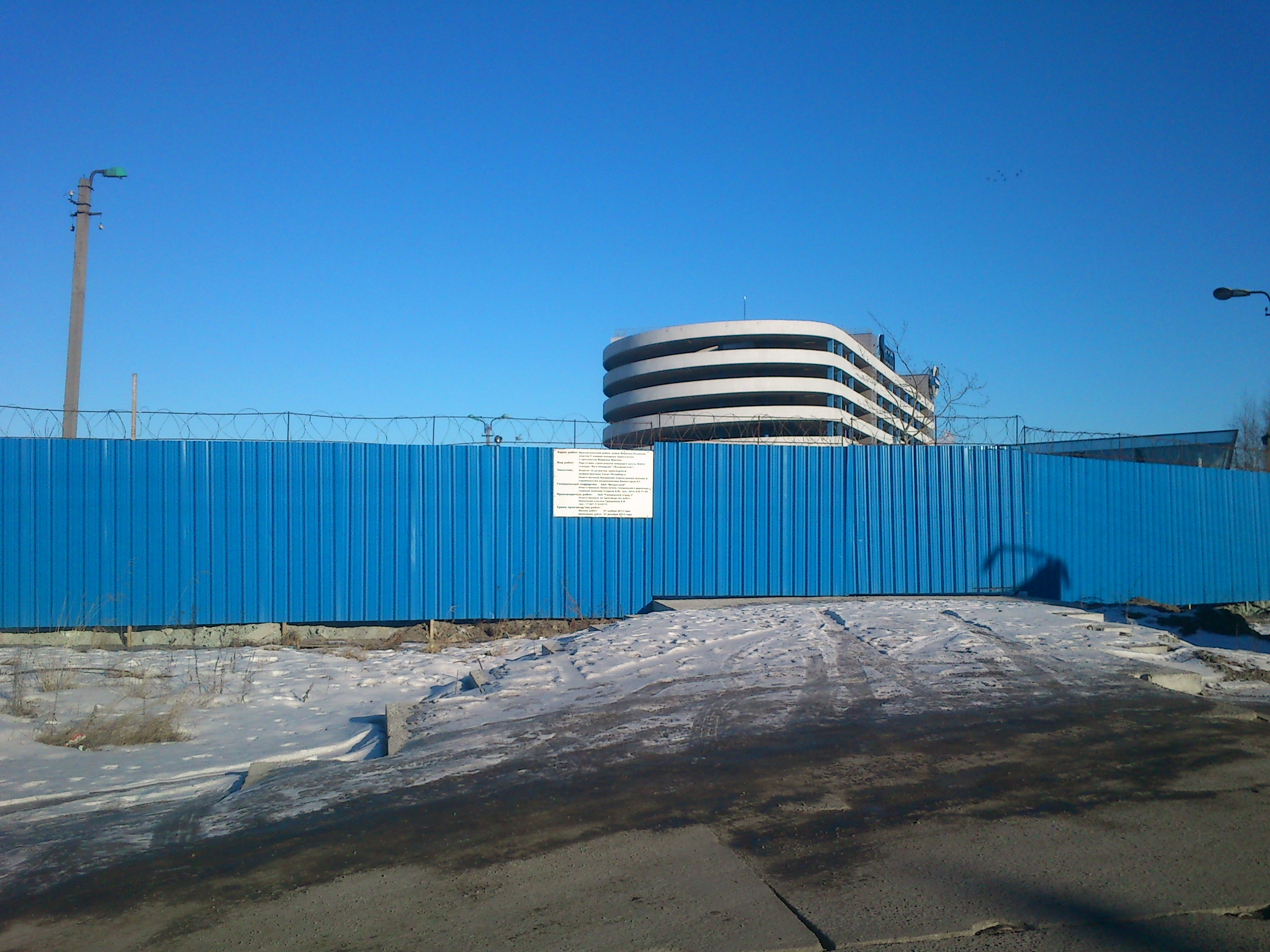
Строительная площадка станционной ВШ № 842 Юго-Западная. Февраль 2015

- Июль. Начаты подготовительные работы к проходке рабочей шахты, через которую будет строиться станционный комплекс. Строительство станции планируется завершить в 2022 году[23][24].

2017 год:
- Январь. Ведётся проходка стволов в 842 и 843 шахтах. Готовятся начать проходку стволов в 844 и 845 шахтах. В 845 шахте бурят скважины для заморозки[25].

2018 год:
- Январь. Ведутся работы по сооружению руддвора.
- Март. Начались работы по сооружению наклонного хода.
- Июль. В шахте № 842 идёт монтаж тоннелепроходческого комплекса КТ1-5,6М, которому предстоит пройти в сторону «Путиловской» более 2 километров.
- 26 сентября. Началась механизированная проходка первого перегонного тоннеля.

2019 год:
- Февраль. Ведётся проходка перегонного тоннеля Красносельско-Калининской линии. Пройдено больше 300 колец[26].
- 10 июля. В тоннеле левого перегонного тоннеля строящегося участка Красносельско-Калининской линии установлено 1000-е кольцо[27].
- Август. В 842 шахте при проходке левого перегонного тоннеля смонтировано 1373 кольца[28].
- Сентябрь. Начата проходка наклонного хода станции с помощью наклонного тюбингоукладчика ТНУ-4МА.

2020 год:
- Февраль. Идёт проходка подходного тоннеля к будущему перегонному тоннелю 1 (правого) пути между станциями «Юго-Западная» и «Брестская». Прошли больше 30 метров из проектных 100[29].
- Апрель. При строительстве наклонного хода станции «Юго-Западная» пройдено 102 кольца из 140 проектных[30].
- Май. При проходке наклонного хода станции «Юго-Западная» пройдено 120 колец из 140 проектных[31].
- Июль. Завершена проходка наклонного хода станции с помощью наклонного тюбингоукладчика ТНУ-4МА[32]. ТМПК начал работать во втором перегонном тоннеле Красносельско-Калининской линии[33].
- Декабрь. Пройдено 17 колец центрального зала (среднего станционного тоннеля) будущей станции Юго-Западная[34].

2021 год:
- Январь: Завершили щитовую проходку служебной соединительной ветви (ССВ) к станции Нарвская, установив финальное кольцо № 4803[35].
- Март: Принят в постоянную эксплуатацию тоннелепроходческий комплекс КТ-5,6. Это уже третий по счёту «щит», работающий на ККЛ. Он пройдёт правый перегонный тоннель от монтажной камеры у станции «Юго-Западная» до демонтажной камеры у 843 шахты. На момент приёмки в эксплуатацию было пройдено 52 кольца из 1850 проектных[36][37].
- Май: При проходке перегонного тоннеля по первому пути между станциями Юго-Западная и Путиловская пройдено 250 колец из 1850 проектных[38].
- Июль: Средний станционный тоннель станции «Юго-Западная» пройден на 162 кольца из 197 проектных. Диаметр тоннеля 9,8 метра[39].
- Декабрь: На станции «Юго-Западная» продолжается проходка бокового станционного тоннеля (он же левый станционный тоннель). На данный момент пройдено 77 колец из 222 проектных. До соединения двух будущих станций петербургского метро — «Путиловской» и «Юго-Западной» — остаётся пятьдесят метров. Ранее построенный участок тоннеля от 843 шахты до 845 шахты, проходящий через «Путиловскую», планируют соединить с «Юго-Западной» уже в начале 2022 года[40]. Перегонный тоннель по 2 пути уже пройден. При проходке тоннеля ССВ остаётся пройти 60 колец. Проходка идёт в ручном режиме[41].

2022 год:

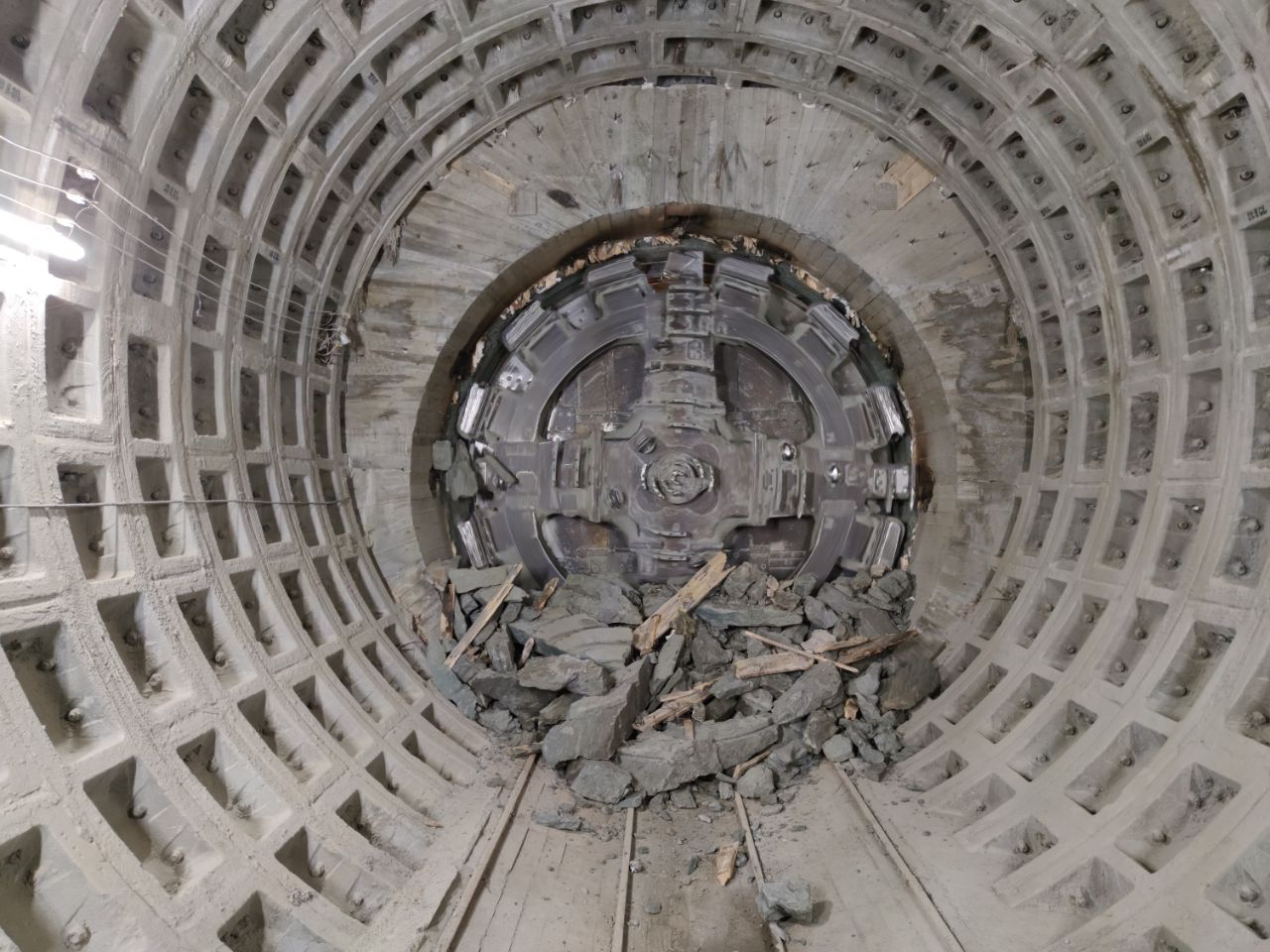
Сбойка тоннелей между Путиловской и Юго-западной. Январь 2022.

- Январь: 9 января произведена сбойка тоннелей между станциями «Юго-Западная» и «Путиловская»[42]. При проходке тоннеля ССВ остаётся пройти 30 колец до тупика за станцией «Нарвская»[43].
- Февраль: В боковом станционном тоннеле по 1 пути (правый тоннель) идёт переборка пилот-тоннеля (5,6м) на станционный диаметр (8,5м), пройдено 46 колец из 222 проектных. Средний станционный тоннель (центральный зал станции) пройден полностью. В боковом станционном тоннеле по 2 пути (левый тоннель) идёт проходка тоннеля диаметром 8,5 м, пройдено 126 колец из 222 проектных. Также в центральном зале станции приступили к сооружению внутренних конструкций[44].
- 18 февраля: Начата щитовая проходка перегонного тоннеля по 5 пути от станции Юго-Западная к шахте № 841.
- Апрель: Проходка тоннеля по 5 пути преодолела 300 колец из 726 проектных[45]. В тягово-понизительной подстанции (ТПП) станции Юго-Западная приступили к сооружению внутренних конструкций и раскрыты все технологические проёмы из ТПП в боковые тоннели[46]. Начали соединять центральный зал с натяжной камерой и наклонным ходом[47].
- Июнь: Завершилась проходка тоннеля по 5 пути между станцией «Юго-Западная» и шахтой № 841[48].
- Ноябрь: Завершается сооружение камеры местной водоотливной установки (МВУ). Метростроители разработали грунт на месте обратного свода и забетонировали обратный свод и зумпфы водосборников[49].

2023 год:
- Июнь: Ведется сооружение свайного поля для возведения фундамента вестибюля[50].
- Октябрь:  Завершено раскрытие станционных проемов.

2024 год:
- Февраль: Завершено возведение первого этажа вестибюля.
- Апрель: Продолжается отделка станции и наклонного хода.
- Июнь: Возводятся стены пятого этажа. Ведется отделка кассового зала, помещений первого и второго этажа.
- Июль:  В наклонном ходе продолжается отделка и монтаж эскалаторов. В здании вестибюля начинается монтаж окон.
- Сентябрь: В группе камер съездов (ГКС) №2 ведутся работы по устройству рельсо-шпальной решетки.

- Ноябрь: Продолжается монтаж вентфасада и фальш-фасада.

2025 год:
- Январь: В наклонном ходе завершен монтаж эскалаторов[51].
- Февраль: Продолжается отделка на станции, завершена облицовка стен мрамором, ведется отделка путевых стен.

## Критика
По информации издания DixiNews, открытие станции носило цель пиара кандидатуры Александра Беглова при переизбрании губернатором, существенно не решая этим вопрос загруженности Кировско-Выборгской линии; станцию, несмотря на перенос сроков на 30 апреля 2025 года из-за неудавшейся закупки платформенных раздвижных дверей «Метростроем Северной Столицы», по информации издания «Деловой Петербург», правительством по-прежнему обещалось открыть в IV квартале 2024 года. То же, ссылаясь на документацию Смольного, утверждала и «Фонтанка.ру», замечая, однако, что это противоречит перенесённым срокам окончания работ по установке платформенных раздвижных дверей, без которых, будучи внесёнными в проект, станция не откроется. Затем сроки открытия стали неизвестны, поскольку впоследствии заявленное завершение строительства в декабре 2025 года открытием не является. Затем было объявлено об открытии в 2025 году.